# Taïwan Mobile
 (octobre 2019).
Taïwan Mobile (台湾大哥大) est un opérateur mobile de Taïwan.
Il fournit une gamme complète de services de télécommunications: téléphonie fixe (appels locaux et longue distance), services mobiles, services d'annuaire, services de transmissions de données, accès à l'internet.

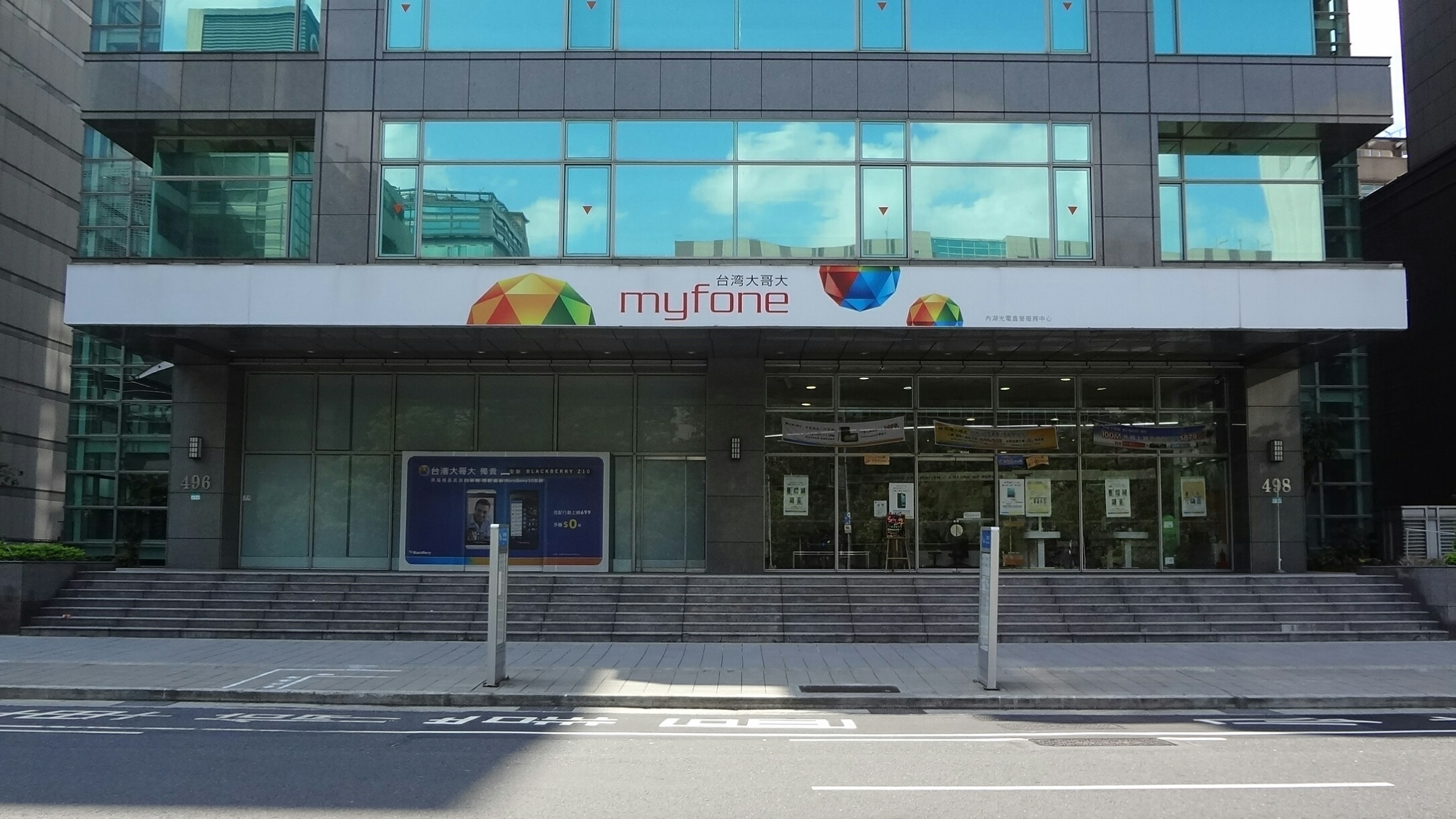
Magasin de détail de Taïwan Mobile.